# Les Trois-Saints
Les Trois-Saints község Franciaország Új-Aquitania régiójában, Corrèze megyében. Új községként 2025. január 1-jén jött létre három korábbi község: Saint-Martin-Sepert, Saint-Pardoux-Corbier és Saint-Ybard egyesítésével. Az egyesüléskor az új község lélekszáma 1374 fő lett. Lakosainak száma 1367 fő (2022. január 1.).

## Népesség
| 2021 | 1 353 |
| 2022 | 1 367 |